# Дегтяревка (Саратовская область)
Дегтяревка — село в Краснокутском районе Саратовской области, в составе Чкаловского муниципального образования.
Население — 31 (2010)

## История
Согласно карте уездов Самарской губернии 1912 года издания село относилось к Дьяковской волости Новоузенского уезда. Списку населённых мест Самарской губернии 1910 года население Дегтярёвки составляли бывшие государственные крестьяне, преимущественно малороссы, православные, всего 158 мужчин и 160 женщина. В селе имелась школа.
В период существования АССР немцев Поволжья - в составе Краснокутского кантона.
28 августа 1941 года был издан Указ Президиума ВС СССР о переселении немцев, проживающих в районах Поволжья. Немецкое население АССР немцев Поволжья было депортировано. После ликвидации АССР немцев Поволжья Дьяконовка, как и другие населённые пункты Краснокутского кантона, была включена в состав Саратовской области.

## Физико-географическая характеристика
Село расположено в Низком Заволжье, в пределах Сыртовой равнины, относящейся к Восточно-Европейской равнине, на левом берегу реки Солянка (левый приток реки Еруслан), напротив села Чкалово, на высоте около 50 метров над уровнем моря. Почвы каштановые.
По автомобильным дорогам расстояние до районного центра города Красный Кут — 35 км, до областного центра города Саратов — 160 км.
Часовой пояс
Дегтяревка, как и вся Саратовская область, находится в часовой зоне МСК+1. Смещение применяемого времени относительно UTC составляет +4:00.

## Население
Динамика численности населения по годам:
| 1910 | 1987 | 2002 |
| ---- | ---- | ---- |
| 318  | ≈120 | 38   |

| 2010 |
| ---- |
| 31   |

Национальный состав
Согласно результатам переписи 2002 года большинство населения составляли казахи (47 %) и русские (47 %).